# Paquet

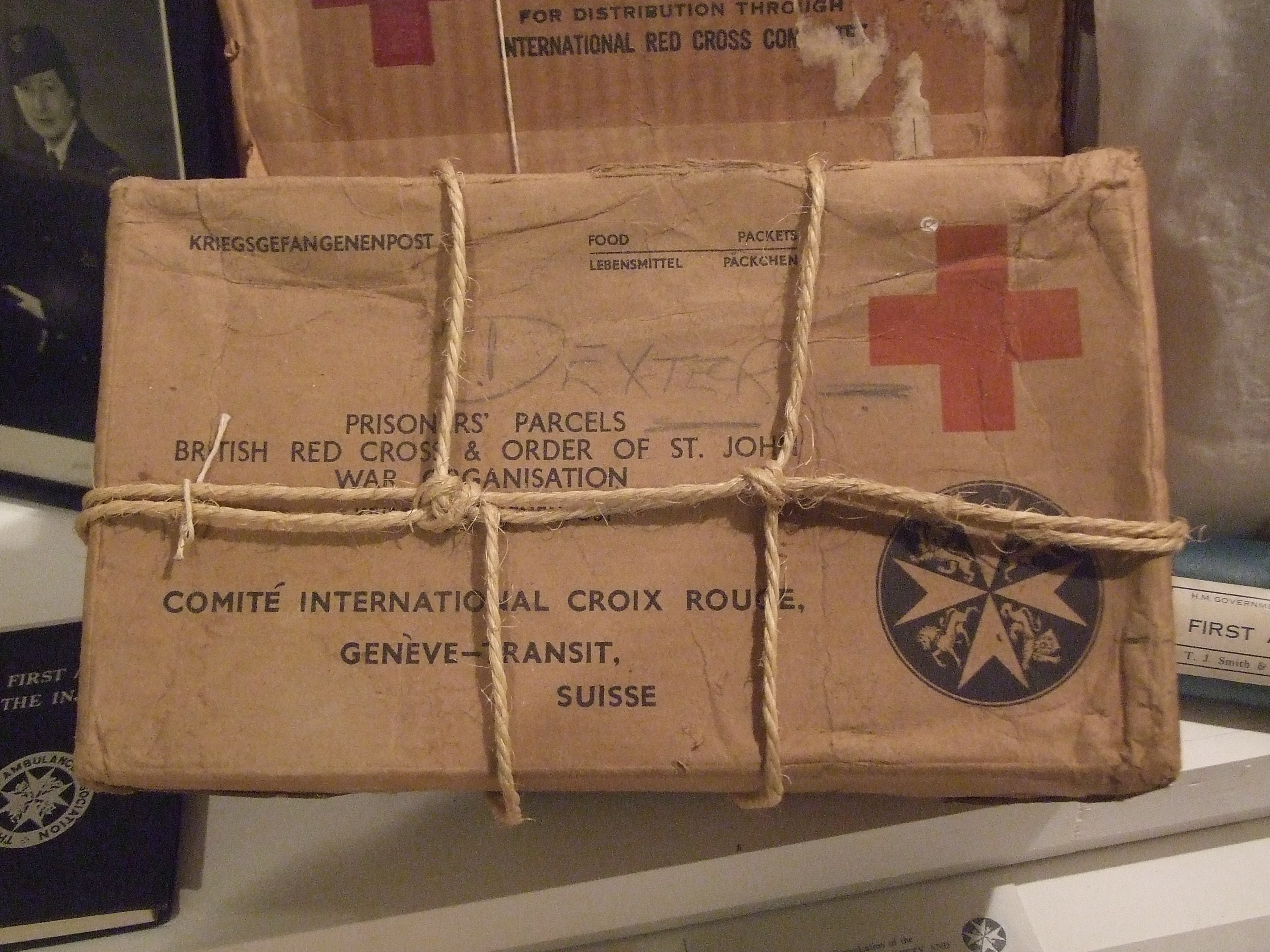
Antic paquet cordonat de la Creu Vermella

Un paquet postal és un conjunt de coses ben lligades i embolicades, utilitzat per transportar o enviar objectes més voluminosos per correus o un altre servei de lliurament. És diferència de les cartes pel fet que normalment no entra en la bústia. Cada servei té els seus criteris de format i de pes mínim i màxim.
Es compon d'un contenidor, generalment una caixa de cartró, tancat amb cinta adhesiva o antigament amb corda. A l'exterior s'escriuen o s'enganxen les informacions de servei: adreça del destinatari i del remitent, segells o prova de pagament, codi de barres o codi QR, mencions pràctiques, com ara «fràgil». A l'interior es posa la mercaderia i eventual material de farciment per protegir-la i omplir el buit. Antany era prohibit enganxar o tancar els paquets amb cola o cinta adhesiva, i es feia servir corda, per facilitar la inspecció postal o duanera.
El 1881 la Unio Postal Universal va concloure un primer acord per un servei internacional, entre el Regne Unit, Índia, Pèrsia i els Països Baixos, en una època quan els serveis estatals de correus eren en concurrència amb les companyies ferroviàries per obtenir el monopoli. El servei durant molt de temps i en molts països va ser un servei públic en mans de l'estat o empreses estatals. Moguda per la moda de la liberalització, des de la fi dels anys 1980, la Unió Europea va voler trencar aquests monopolis estatals i limitar el servei universal a certes cartes. A més va establir criteris per evitar que els operadors privats només servissin les zones metropolitanes, molt rendibles per la densitat de la població i negligíssin les zones rurals.

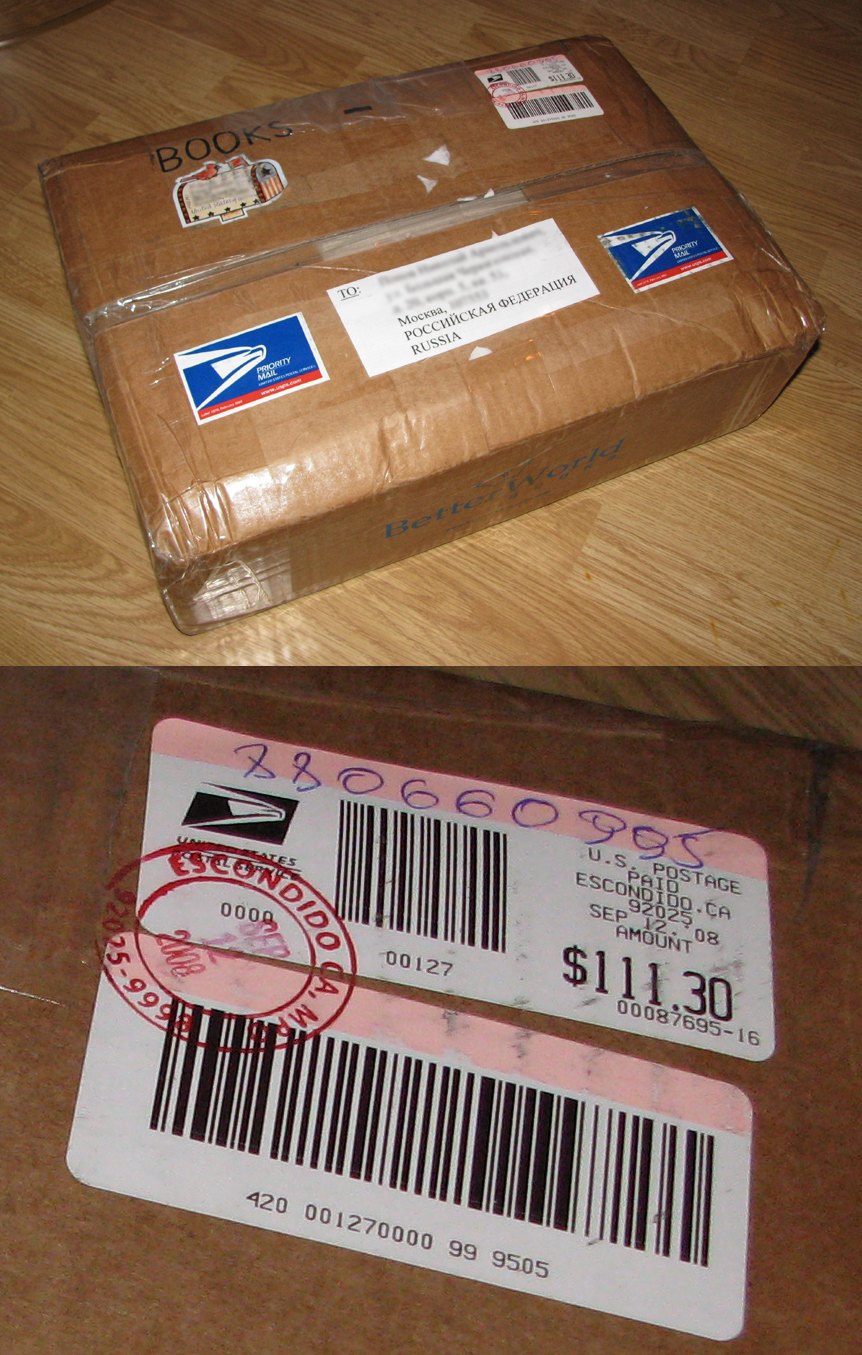
Paquet
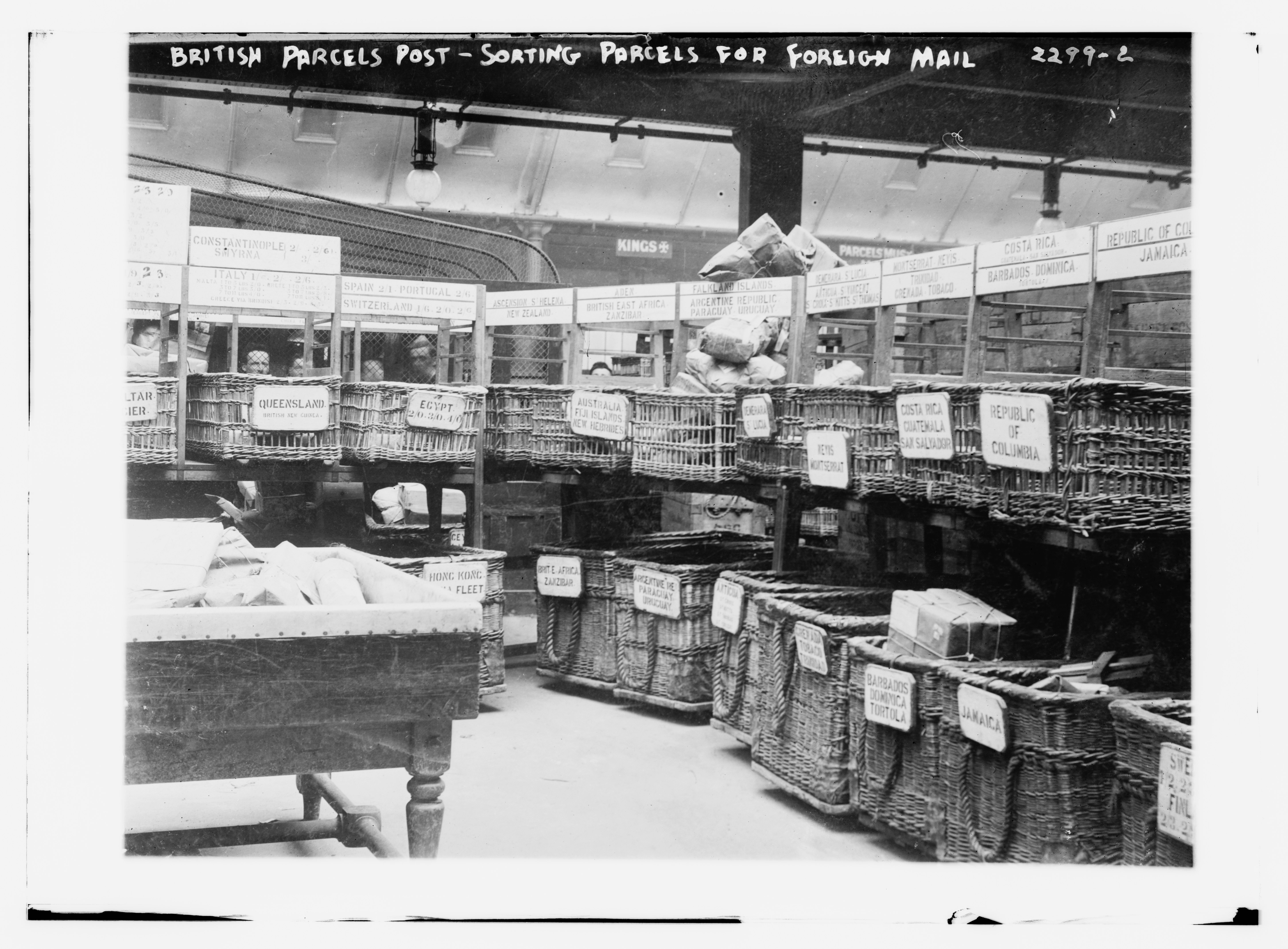
Oficina britànica de tria de paquets vers 1910
Paquets postals vers 1914 als Estats Units
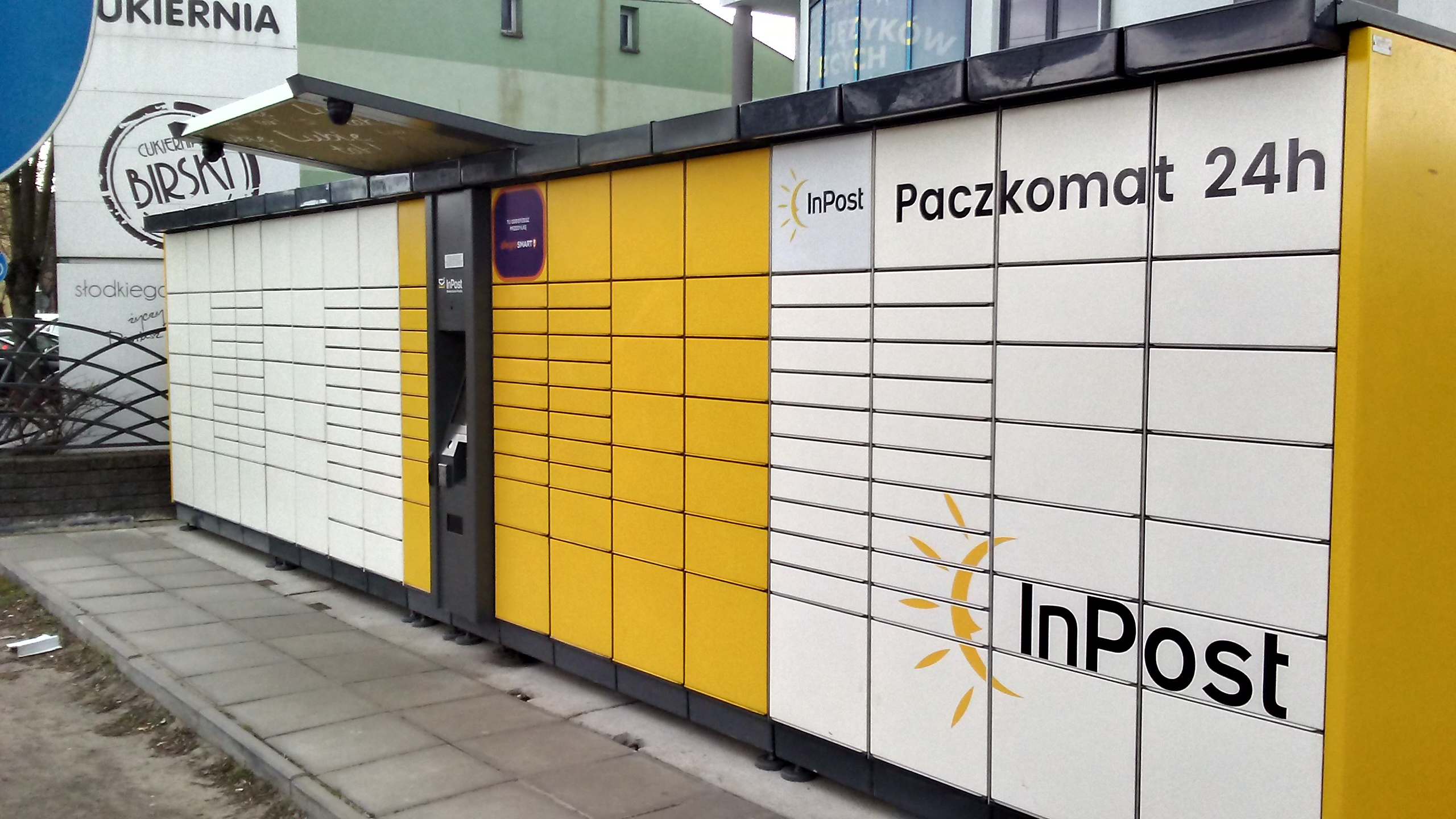
Estació de lliurament de paquets automàtica a Polònia vers 2019